# Aegialoalaimus tenuis
Aegialoalaimus tenuis is een rondwormensoort uit de familie van de Aegialoalaimidae. De wetenschappelijke naam van de soort is voor het eerst geldig gepubliceerd in 1928 door Kreis.